# Sancti Spíritus (provinshuvudstad)
Sancti Spíritus är en provinshuvudstad i Kuba.   Den ligger i provinsen Provincia de Sancti Spíritus, i den centrala delen av landet, 300 km öster om huvudstaden Havanna. Sancti Spíritus ligger 66 meter över havet och antalet invånare är 127 069.
Terrängen runt Sancti Spíritus är platt. Runt Sancti Spíritus är det ganska tätbefolkat, med 129 invånare per kvadratkilometer. Sancti Spíritus är det största samhället i trakten. I omgivningarna runt Sancti Spíritus växer huvudsakligen savannskog.